# Third Sea Lord
Le Third Sea Lord and Controller of the Navy était un Naval Lord et membre du Board of Admiralty responsable du procurement et du matériel dans la Royal Navy. Le titre de cette charge est Controller of the Navy (CofN), et le Controller of the Navy est membre de l’Admiralty Board.

## Histoire
En 1805, pour la première fois, des fonctions spécifiques sont assignées à chacun des Naval Lords, qui étaient alors considérés comme des « Lords professionnels », laissant au « Civil Lords » la gestion des affaires courantes.
Lors de la réorganisation de l'Amirauté décidée par l'Ordre en Conseil du 14 janvier 1869, le Controller of the Navy reçoit le droit de siéger au Board of Admiralty en tant que troisième Lord naval (anglais : Third Naval Lord and Controller of the Navy. Le Controller perd le titre de Third Naval Lord et le droit de siéger au Board par l'Ordre en Conseil du 19 mars 1872, mais il récupère ce droit par l'Ordre du 10 mars 1882.
En 1869, le poste de Storekeeper-General of the Navy ("Intendant général de la Marine") est aboli et ses fonctions reviennent au Controller of the Navy. Le Third Naval Lord prend le nom de Third Sea Lord à partir de 1905.
La nomination d'un Controller of the Navy est abolie en septembre 1912, bien que le poste de Third Sea Lord soit conservé. En 1917, le poste de Controller of the Navy est rétabli, mais en tant que charge civile distincte du siège au Board of Admiralty En 1918, le poste de Controller of the Navy est à nouveau réuni à celui de Third Sea Lord et en 1965 le poste change de nom pour ne s'appeler plus désormais que Controller of the Navy.

## Liste deThird Naval Lors,Third Sea Lordset deControllers of the Navy

### Comptrollers of the Navyjusqu'en 1832
- William Holstocke, 1561-1589
- William Borough, 1580-1598
- Henry Palmer 1598-1611
- Guylford Slingsby, 1611-1631
- Henry Palmer, 1632-1641
- George de Carteret, 1641-1642
- John Mennes, 1661&-1671
- Thomas Allin, 1671-1680
- Capitaine, puis Admiral Richard Haddock, 1682-1686, 1688-1715
- Rear-Admiral Charles Wager, 1715-1718
- Vice Admiral James Mighells, 1722-1733
- Captain Richard Haddock, 1734-1749
- Captain Savage Mostyn, 1749-1755
- Captain Charles Saunders, 1755-1756
- Captain George Cockburne, 1756-1770
- Captain Hugh Palliser, 1770-1775
- Captain Maurice Suckling, 1775-1778
- Admiral Charles Middleton, 1778–1790
- Captain Henry Martin, 1790–1794
- Captain Andrew Hamond, 1794–1806
- Vice-Admiral Thomas Thompson, 1806–1816
- Admiral Thomas Byam Martin, 1816–1831

1832 : Le poste de Controller of the Navy est aboli

### Third Naval Lords(1830-1869)
- Rear Admiral Samuel Pechell 1830-1834
- Rear Admiral Charles Rowley 1834-1835
- Rear Admiral George Elliot 1835-1837
- Rear Admiral Edward Troubridge 1837-1841
- Rear Admiral Samuel Pechell 1841
- Rear Admiral George Seymour 1841-1844
- Rear Admiral William Bowles 1844-1846
- Rear Admiral Maurice Berkeley 1846-1847
- Rear Admiral Lord John Hay 1847-1850
- Rear Admiral Houston Stewart 1850–1852
- Rear Admiral James Stirling 1852
- Rear Admiral Thomas Herbert 1852-1853
- Rear Admiral Richard Dundas 1853-1854
- Rear Admiral Peter Richards 1854-1857
- Rear Admiral Henry Eden 1857
- Rear Admiral Alexander Milne 1857-1859
- Rear Admiral Henry Leeke 1959
- Rear Admiral Charles Eden 1859–1861
- Rear Admiral Charles Frederick 1861–1865
- Rear Admiral Edward Fanshawe 1865–1866
- Rear Admiral Henry Seymour 1866–1868

### Controllers of the Navy(1859-1869)
In 1859 the post of Surveyor of the Navy was changed to Controller of the Navy.
- Rear-Admiral Baldwin Wake Walker, 1859–1861
- Vice-Admiral Robert Robinson, 1861–1869

### Third Naval LordsetControllers of the Navy(1869-1872)
- Admiral Robert Robinson, 1869–1871
- Captain Robert Hall, 1871–1872

### Controllers of the Navy(1872-1882)
- Captain Robert Hall, 1872
- Rear-Admiral William Stewart, 1872–1881
- Vice-Admiral Thomas Brandreth, 1881–1882

### Third Naval LordsetControllers of the Navy(1882-1904)
Third Naval Lords and Controllers of the Navy include:
- Vice-Admiral Thomas Brandreth, 1882–1886
- Vice-Admiral William Graham, 1886–1888
- Vice-Admiral John Hopkins, 1888–1892
- Vice-Admiral John Fisher, 1892–1897
- Rear-Admiral Arthur Wilson, 1897–1901
- Rear-Admiral William May, 1901–1905

### Third Sea LordetControllers of the Navy(1904-1912)
- Rear-Admiral Henry Jackson, 1905–1908
- Rear-Admiral John Jellicoe, 1908–1910
- Rear-Admiral Charles Briggs, 1910–1912
- Rear-Admiral Gordon Moore, 1912

### Third Sea Lords(1912-1918)
- Rear-Admiral Gordon Moore, 1912–1914
- Rear-Admiral Frederick Tudor, 1914–1917
- Rear-Admiral Lionel Halsey, 1917–1918

### Controllers of the Navy(1917-1918)
- Vice-Admiral Eric Geddes[8], 1917
- Alan Garrett Anderson, 1917-1918

### Third Sea LordsetControllers of the Navy(1918-1965)
Third Sea Lords and Controllers of the Navy include:
- Rear-Admiral Charles de Bartolomé, 1918–1919
- Rear-Admiral William Nicholson, 1919–1920
- Rear-Admiral Frederick Field, 1920–1923
- Rear-Admiral Cyril Fuller, 1923–1925
- Vice-Admiral Ernle Chatfield, 1925–1928
- Vice-Admiral Roger Backhouse, 1928–1932
- Vice-Admiral Charles Forbes, 1932–1934
- Contre-amiral Reginald Henderson (en), 1934–1939
- Vice-Admiral Bruce Fraser, 1939–1942
- Amiral Frederic Wake-Walker, 1942–1945
- Vice-Admiral Charles Daniel, 1945–1949
- Admiral Michael Denny, 1949–1953
- Admiral Ralph Edwards, 1953–1956
- Admiral Peter Reid, 1956–1961
- Admiral Michael Le Fanu, 1961–1965

### Controllers of the Navy(1965-aujourd'hui)
Controllers of the Navy include:
- Admiral Horace Law, 1965–1970
- Admiral Michael Pollock, 1970–1971
- Admiral Anthony Griffin, 1971–1975
- Admiral Richard Clayton, 1975–1979
- Admiral John Fieldhouse, 1979–1981
- Admiral Lindsay Bryson, 1981–1984
- Admiral Derek Reffell, 1984–1989
- Admiral Kenneth Eaton, 1989–1994
- Vice-Admiral Robert Walmsley, 1994–1996
- Rear-Admiral Frederick Scourse, 1996–1997
- Rear-Admiral Peter Spencer, 1997–2000
- Rear-Admiral Nigel Guild, 2000–2003
- Rear-Admiral Richard Cheadle, 2003–2006
- Rear-Admiral Andrew Mathews, 2006–2007
- Rear-Admiral Paul Lambert, 2007–2009
- Rear-Admiral Amjad Hussain, 2009–